# HD 183492
Désignations
HD 183492 est une géante orange de magnitude 5,58 située dans la constellation de l'Aigle. Elle se trouve à 287 années-lumière de la Terre.

## Observation
C'est une étoile située dans l'hémisphère nord céleste. En raison de sa position non fortement boréale, elle peut-être observée depuis la plupart des régions de la Terre, bien que les observateurs de l'hémisphère nord aient un plus grand avantage. Près du cercle arctique, elle apparaît circumpolaire, alors qu'elle n'est toujours invisible que près de l'Antarctique. Sa magnitude de 5,6 la place à la limite de la visibilité à l'œil nu, donc pour être observé sans l'aide d'instruments, vous avez besoin d'un ciel clair et éventuellement sans la Lune.
Le meilleur moment pour l'observer dans le ciel du soir se situe entre fin juin et novembre. Dans les deux hémisphères, la période de visibilité reste à peu près la même, grâce à la position de l'étoile non loin de l'équateur céleste.

## Caractéristiques
L'étoile est une géante orange. Elle a une magnitude absolue de 0,86 et sa vitesse radiale indique qu'elle se rapproche du Système solaire.